# Castello dei Principi d'Acaja
Il castello dei Principi d'Acaja è un edificio storico di Fossano, in provincia di Cuneo; si staglia maestoso nell'omonima piazza della cittadina caratterizzandone il panorama urbano. Simbolo della città, fu costruito al centro dell'antico borgo di Fossano, in posizione panoramica e ben difendibile, per volere di Filippo I di Savoia-Acaia.
La sua costruzione iniziò nel 1324 e già otto anni dopo, nel 1332, furono ultimate le strutture fondamentali. Alla sua edificazione lavorarono centinaia di operai; furono necessari 3.355.000 mattoni, 26.000 tegole, 19.861 carri di pietre.
Ospita l'Archivio Storico (con documenti antichi risalenti al Duecento) e ora è diventato una biblioteca civica.
Nel mese di giugno serve da ambientazione agli storici Palio dei Borghi e Giostra dell'Oca.
È inserito nel circuito dei "Castelli Aperti" del Basso Piemonte.

## Storia
Estinto il ramo dei Savoia-Acaia nel 1418, la città ed il castello passarono sotto il dominio diretto dei Duchi di Savoia.
Il duca Amedeo VIII trasformò il castrum in palatium. Il castello mantenne le caratteristiche di fortezza, tanto che nel 1536 resistette per oltre un mese all'assalto dei francesi.
Nel Quattrocento furono realizzate l'aula magna o sala del trono, l'alloggio del principe, la cappella, le cantine ed il cortile con porticato a colonne in marmo bianco, i cui capitelli furono scolpiti da Gaspare Solari. Sul lato nord fu eretta la quinta torre per le cucine, i forni ed i servizi.
Dal 1500 al 1503 vi soggiornò Bona di Savoia, vedova di Galeazzo Maria Sforza; la leggenda vuole che all'interno del castello si aggiri il fantasma della duchessa.
Nel novembre 1562 Emanuele Filiberto, alla presenza del cardinale di Lorena, del vescovo d'Orléans, dei signori di Allye e di Birague, firmò il Trattato di Fossano, che chiuse le ostilità con i francesi.
Alla fine del ‘500 Carlo Emanuele e la consorte Caterina d'Asburgo vollero le due torri ad archi ad ovest delle logge. Allo stesso periodo risalgono le decorazioni del pittore fiammingo Giovanni Caracca. Parzialmente conservata è una volta dipinta a grottesche.
Nella seconda metà del Seicento il castello fu trasformato in carcere. Nel 1689, 1800 Valdesi della Val Pellice vi furono rinchiusi: quasi tutti morirono di stenti. In seguito, il castello divenne un quartiere militare. Furono costruiti le caserme, le stalle, i magazzini del grano, nuovi corpi per ospitare le truppe. Dalla copertura del fossato si ricavò una piazza d'armi.
Nel 1860 furono edificate le torrette addossate alle torri, per consentire l'accesso alle celle.
Fino al 1943 il castello fu usato come reclusorio e caserma.
Nel dopoguerra divenne rifugio per gli sfollati ed i senzatetto.
Nel 1960 la Soprintendenza ai Monumenti inizia i lavori di restauro che restituiscono al castello la connotazione cinquecentesca. Scompaiono gli edifici adiacenti e si recupera parte del fossato. Nel 1979 l'Amministrazione lo destina ai beni e servizi culturali.
Il castello dei Principi di Acaia è dal 1985 sede della biblioteca civica. Sono in consultazione oltre 100.000 volumi con un fondo storico di 20.000 volumi, arricchito nel 1998 dalla donazione di orientalistica di Mario Vallauri.
Il centrorete del sistema bibliotecario serve circa 30 comuni del territorio di Fossano-Savigliano-Saluzzo.
Nelle sale delle torri si trova la raccolta delle cartoline reggimentali, mentre il cortile interno e l'attrezzata sala polivalente accolgono durante l'anno manifestazioni storico-culturali.

## Galleria d'immagini

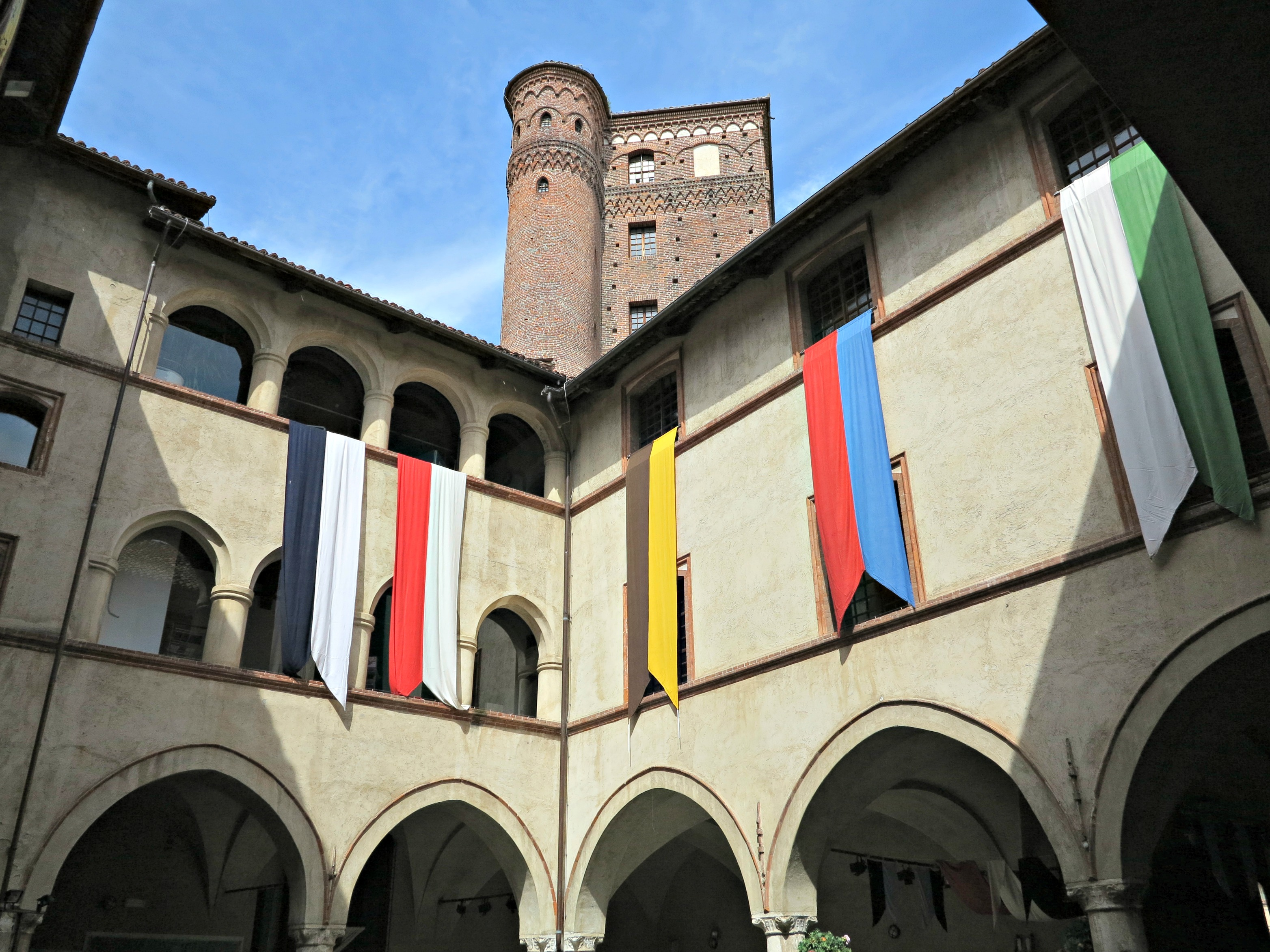
Cortile
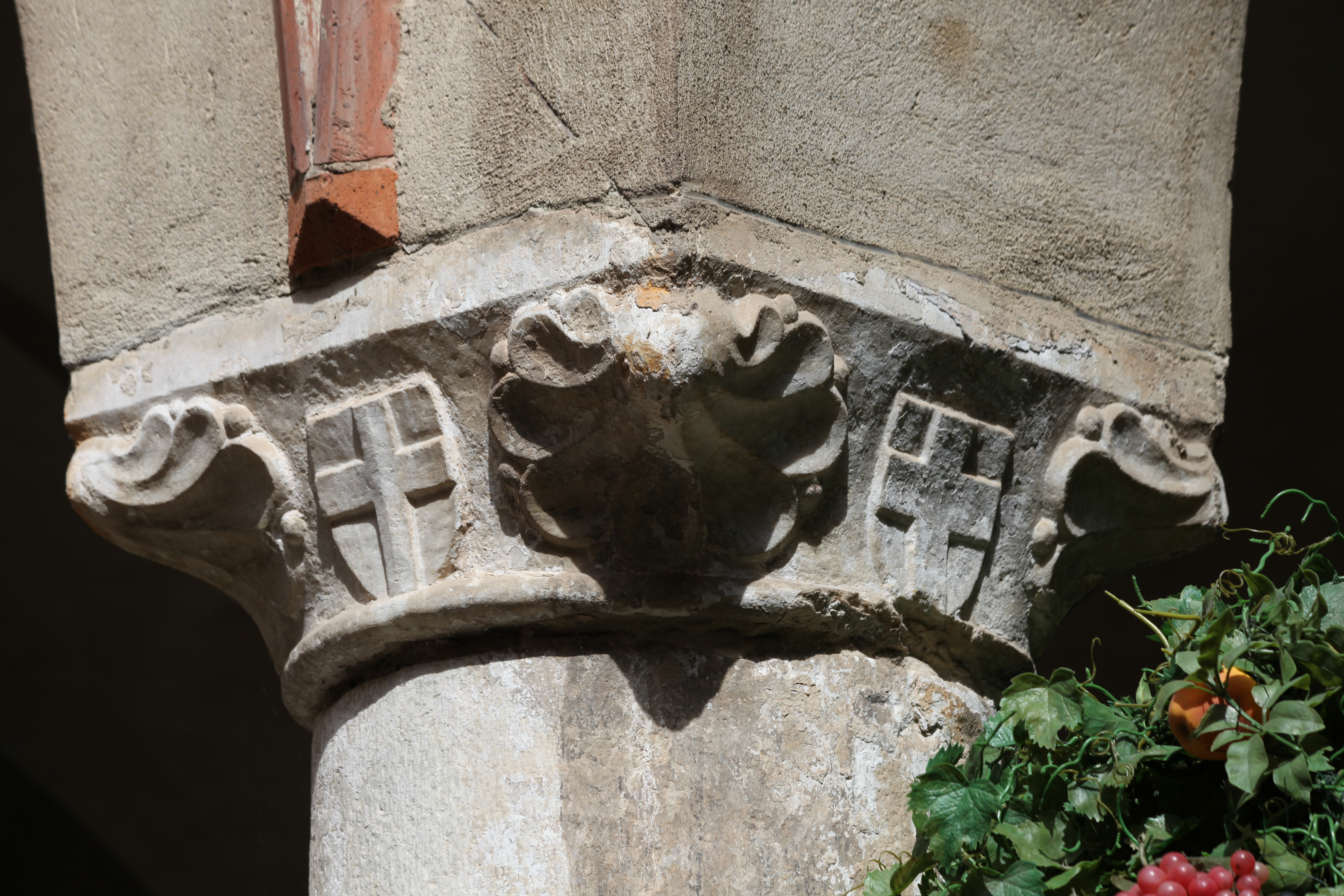
Capitello collocato all' interno del cortile
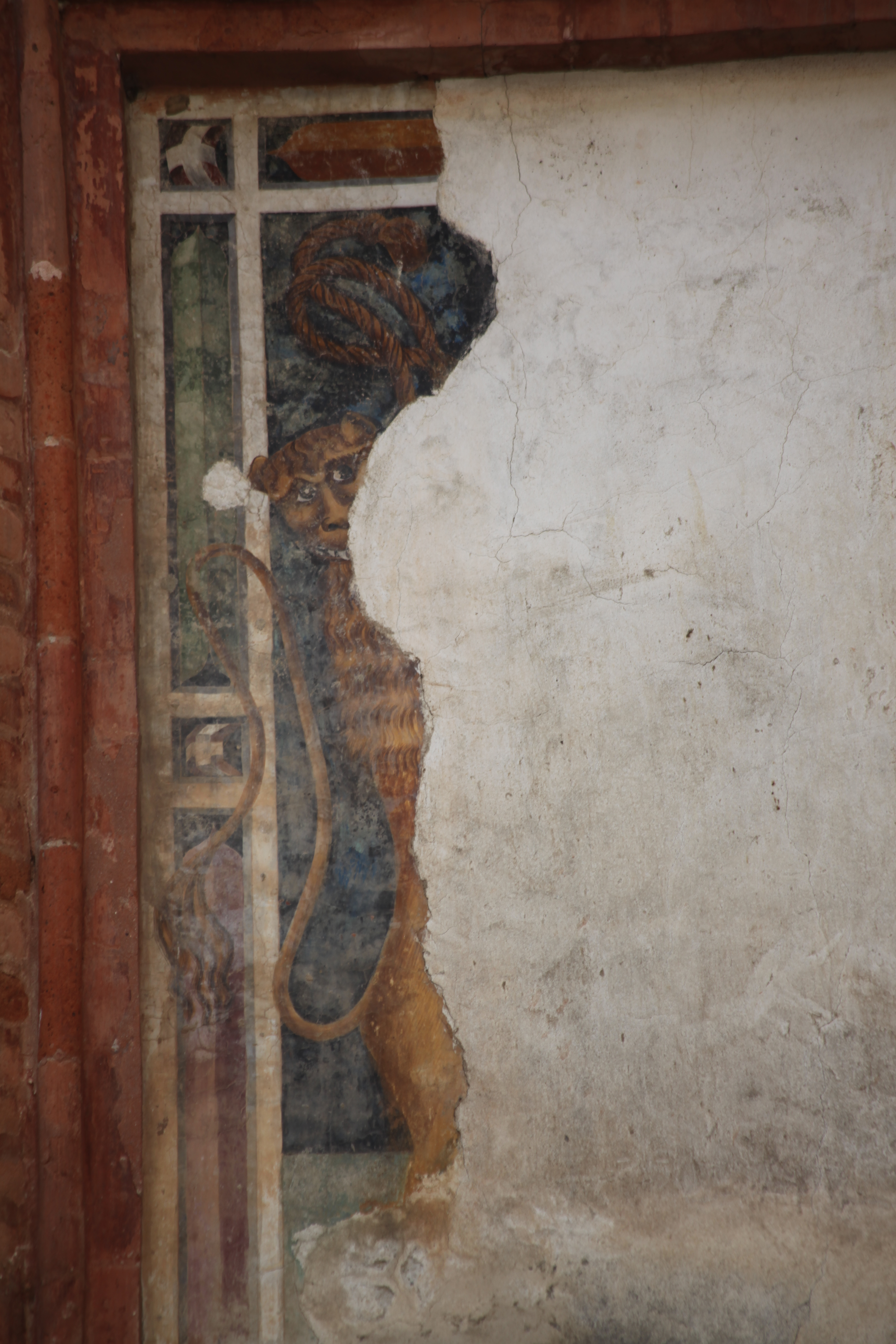
Affresco del cortile
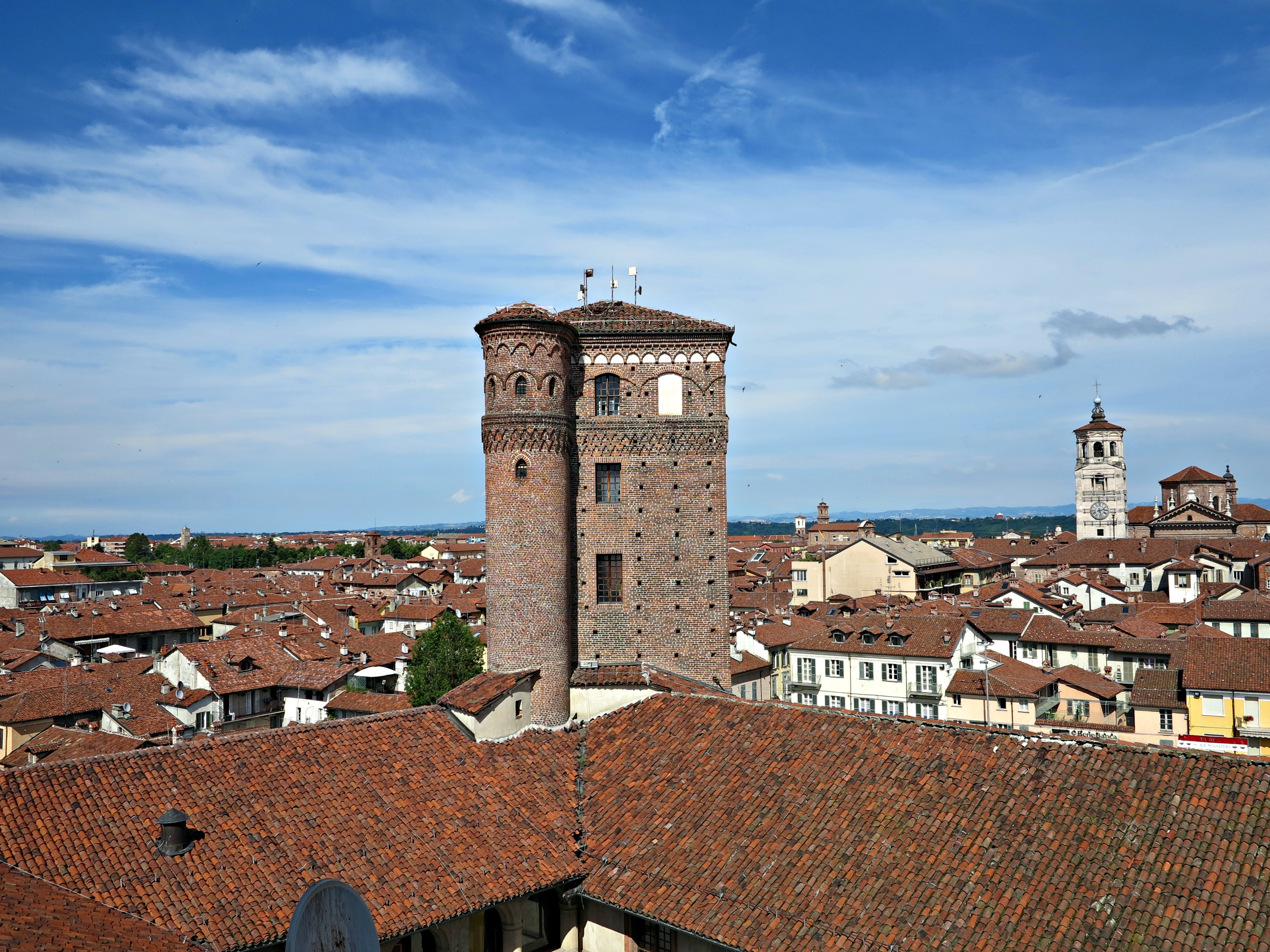
Veduta di Fossano da una torre del castello
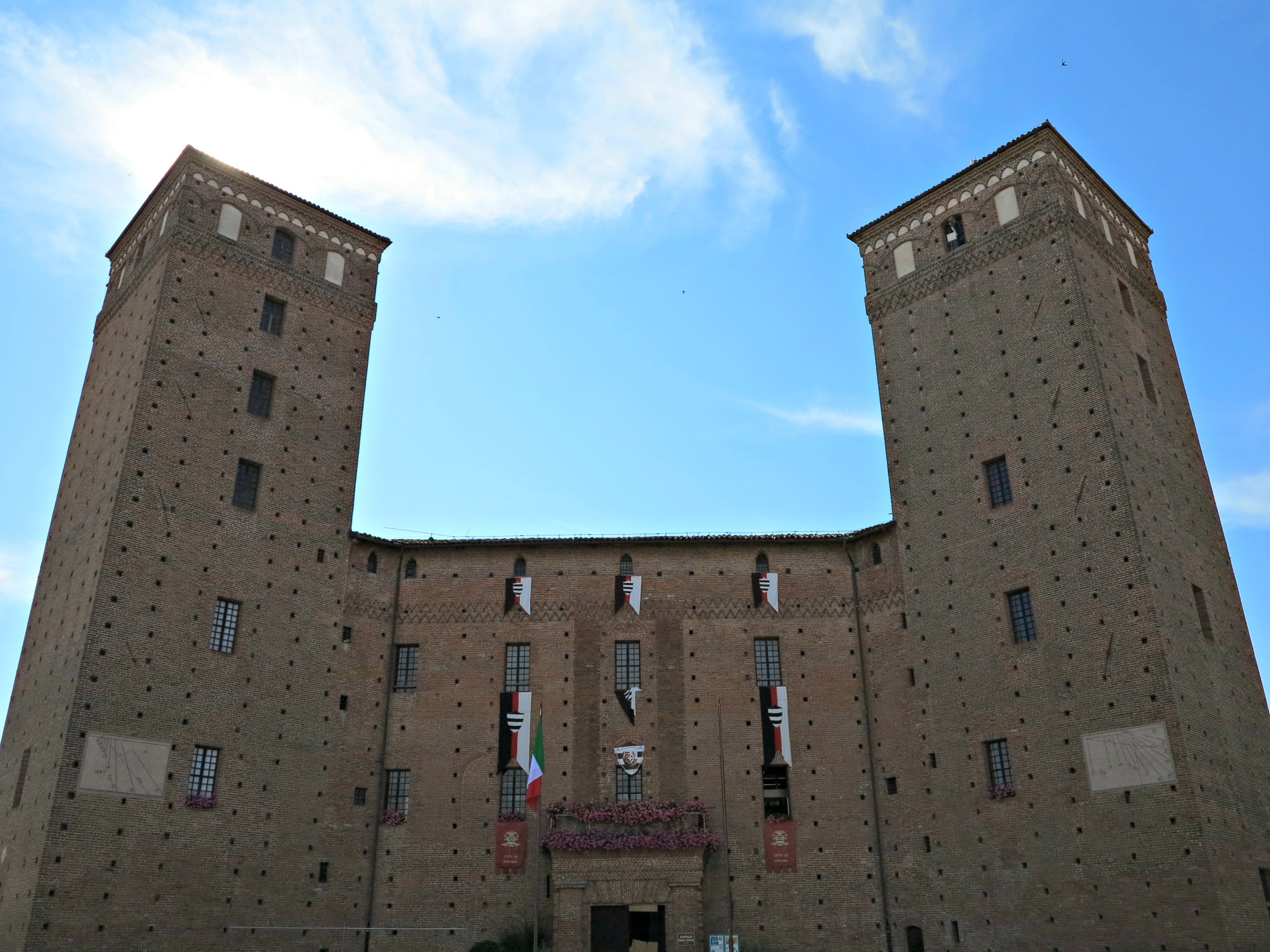
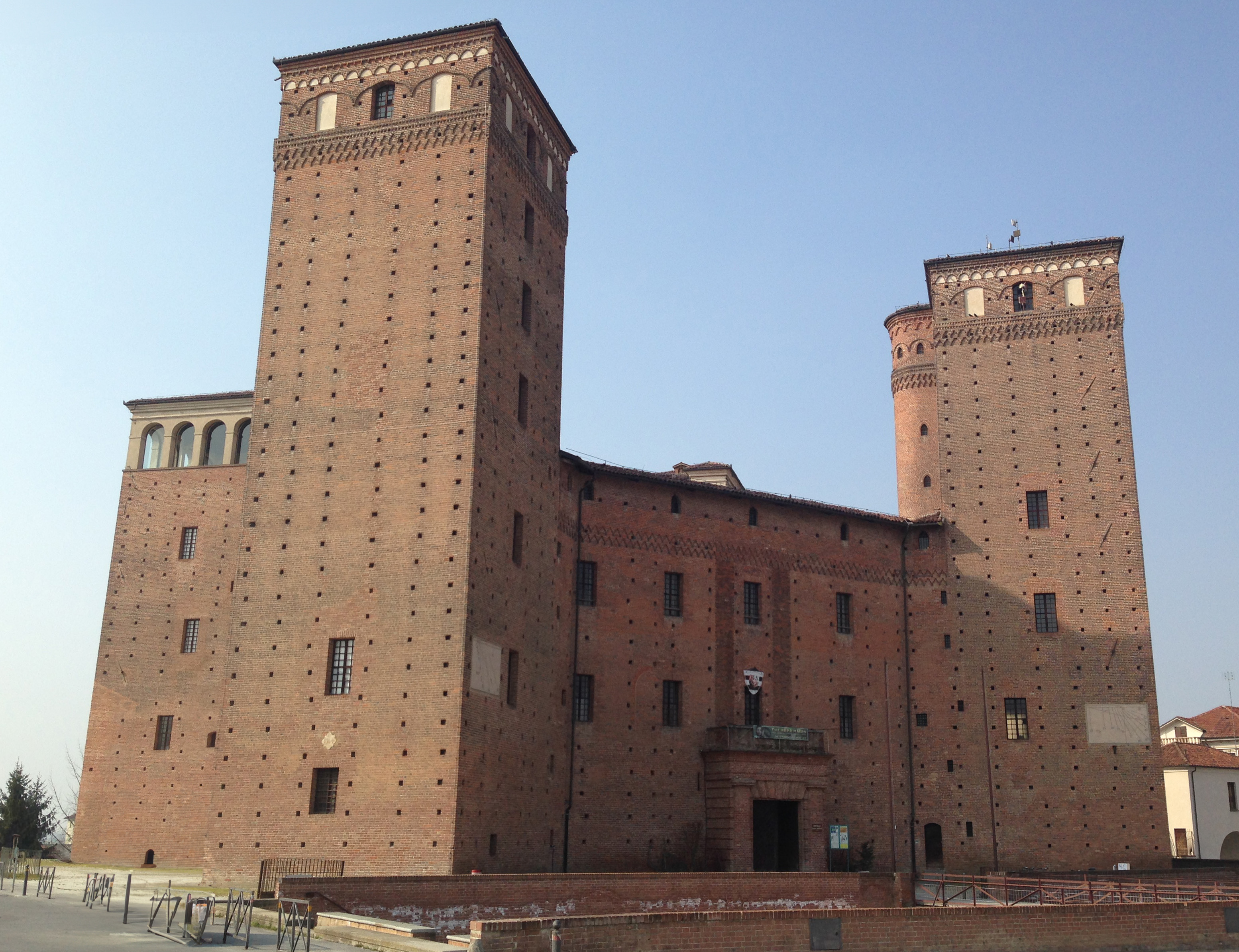
Vista esterna del castello